# Polyphylla cavifrons
Polyphylla cavifrons är en skalbaggsart som beskrevs av Leconte 1854. Polyphylla cavifrons ingår i släktet Polyphylla och familjen Melolonthidae. Inga underarter finns listade i Catalogue of Life.